# Eupener Bierbrauerei

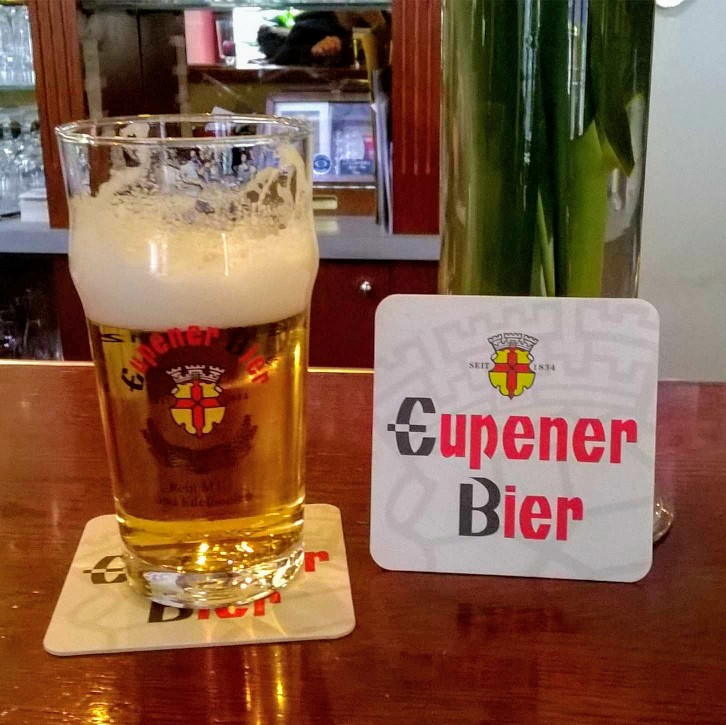
Eupener Bier (2016)

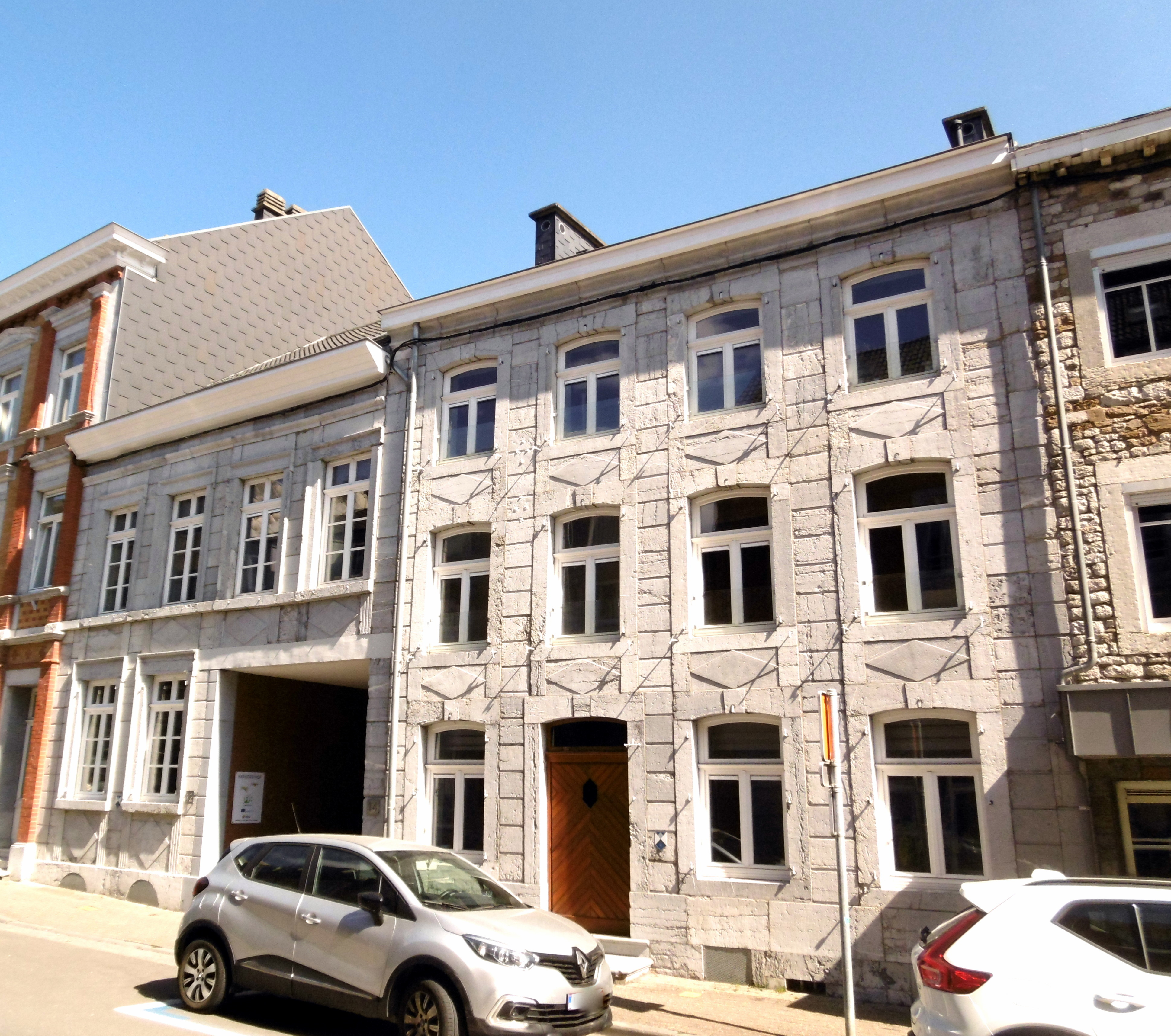
Ehemalige Verwaltungsgebäude der Brauerei

Die Eupener Bierbrauerei AG war eine Brauerei im belgischen Eupen.

## Geschichte
Die Ursprünge des Unternehmens liegen bei der 1834 von Johann Bartholomäus Delhougne gegründeten Delhougne’schen Brauerei, die ihren Sitz in der Paveestraße 12–14 hatte. Diese fusionierte 1897 mit der Körfer’schen Brauerei vormals Warlimont in der Borngasse zur Eupener Bierbrauerei und der Braubetrieb in der Borngasse wurde eingestellt. 1908 wurden neue Gär- und Lagertanks angeschafft und die Brauerei konnte bis zum Beginn des Ersten Weltkriegs eine deutliche Steigerung des Absatzes verzeichnen. Das änderte sich zunächst, als Eupen nach dem Krieg belgisch wurde (Vertrag von Versailles). Dies hatte zur Folge, dass die Region um Aachen nicht mehr zum Absatzgebiet zählte und neue Märkte in Belgien erschlossen werden mussten. Ab 1923 war das Unternehmen als eine Aktiengesellschaft nach belgischem Recht eingetragen. Während der 1930er-Jahre wurde die Technik weiter modernisiert und die Produktionsanlage vergrößert. Unmittelbar nach dem Zweiten Weltkrieg wurden ca. 10.000 hl jährlich ausgestoßen, die Marke wurde aber zunehmend beliebter.
Weil der Umsatz in den 1990er-Jahren erneut stagnierte und rückläufig war sowie die Qualität nicht gehalten werden konnte, wurde die Brauerei 1998 an Haacht verkauft. Damit wurde die letzte Traditionsbrauerei im deutschsprachigen Belgien geschlossen, die Produktion in der Folge nach Boortmeerbeek verlegt. Die Brauerei Haacht braut hier weiterhin das Eupener Bier nach altem Rezept; es ist ein helles Pils mit 5,1 %vol Alkohol, das ausschließlich in Fässern in und um Eupen vertrieben wird.
Die Vordergebäude der ehemaligen Brauerei in Eupen, Paveestraße 12–14, sind heute denkmalgeschützt.